# Schwarzkollm
Schwarzkollm (Oppersorbisch: Čorny Chołmc) is een plaats in de Duitse gemeente Hoyerswerda, deelstaat Saksen, en telt 899 inwoners (2004).
De dorpskern Schwarzkollm is van het langakkertype en is gelegen in het bosrijke vijverlandschap van de Oberlausitz. Andere nederzettingen die bij Schwarzkollm horen zijn Koselbruch, Petzerberg, Sandwäsche en Waldesruh. Ten oosten van het dorp bevindt zich de 153,5 meter hoge Steinberg, die als steengroeve in gebruik is. De drie andere heuvels in de buurt zijn de Gerichtsberg, de Kubitzberg en de Petzerberg.
De plaats heeft een overwegend Sorbische bevolking. De straatnamen zijn er tweetalig. In het Sorbisch heet de plaats Čorny Chołmc. Het woord kollm gaat terug op een Sorbisch woord dat plaats op of nabij een heuvel betekent. De toevoeging Schwarz moet de plaats onderscheiden van diverse andere Kollms in de omgeving.

## Koselbruch
Schwarzkollm is vooral bekend door de Zwarte Molen die in het dorpsdeel Koselbruch staat. Rondom deze molen spelen de sagen van de Sorbische held en tovenaar Krabat zich af. De molen was een ontoegankelijk gebouw op privéterrein.
Om het toerisme te faciliteren is in 2006 gestart met de bouw van Erlebnishof Krabat-Mühle.
De sage is terug te zien in het gemeentewapen van Schwarzkollm, waar Krabat boven de vier heuvels van het dorp en het rad van de watermolen vliegt.

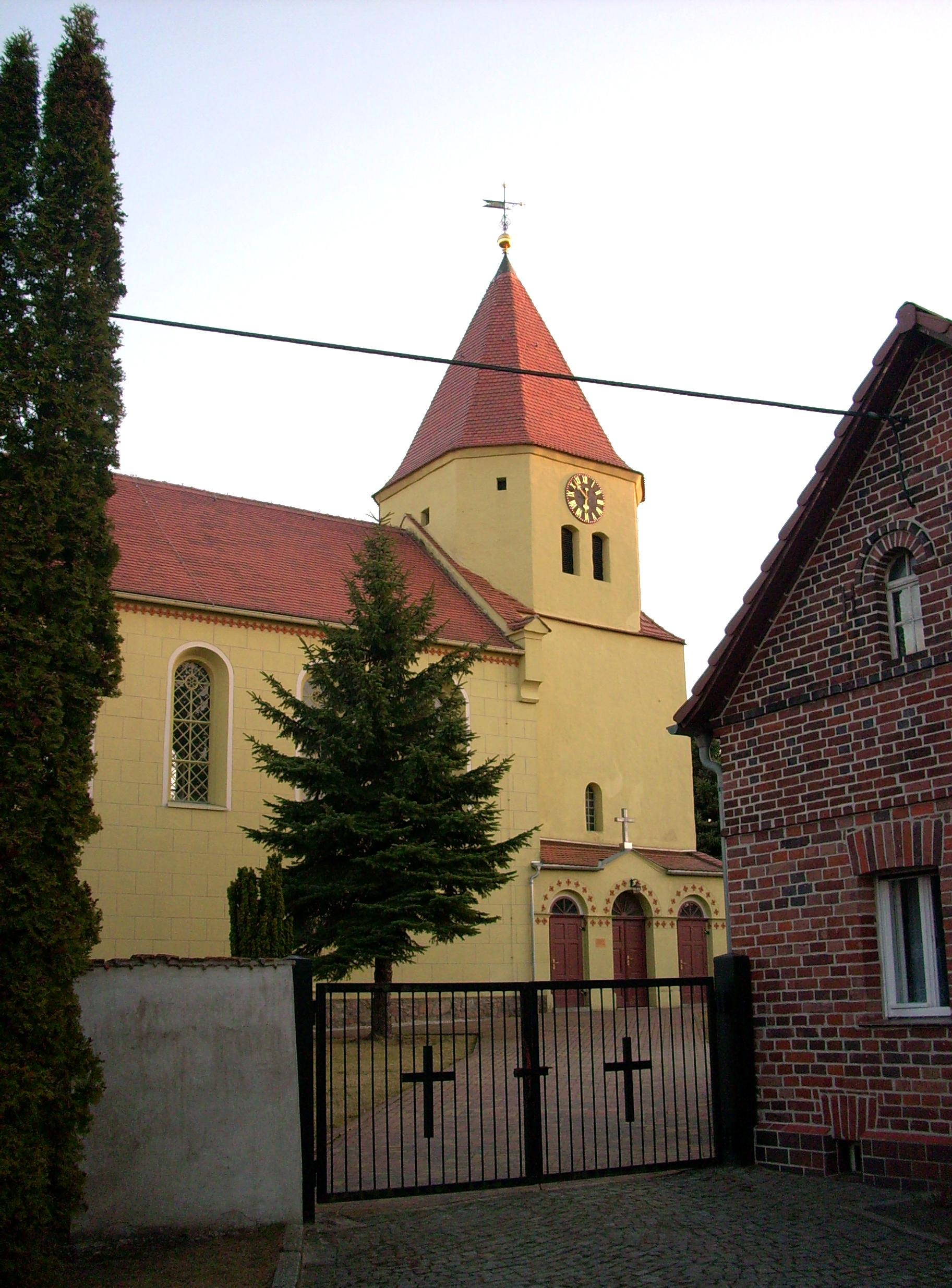
Kerk in Schwarzkollm
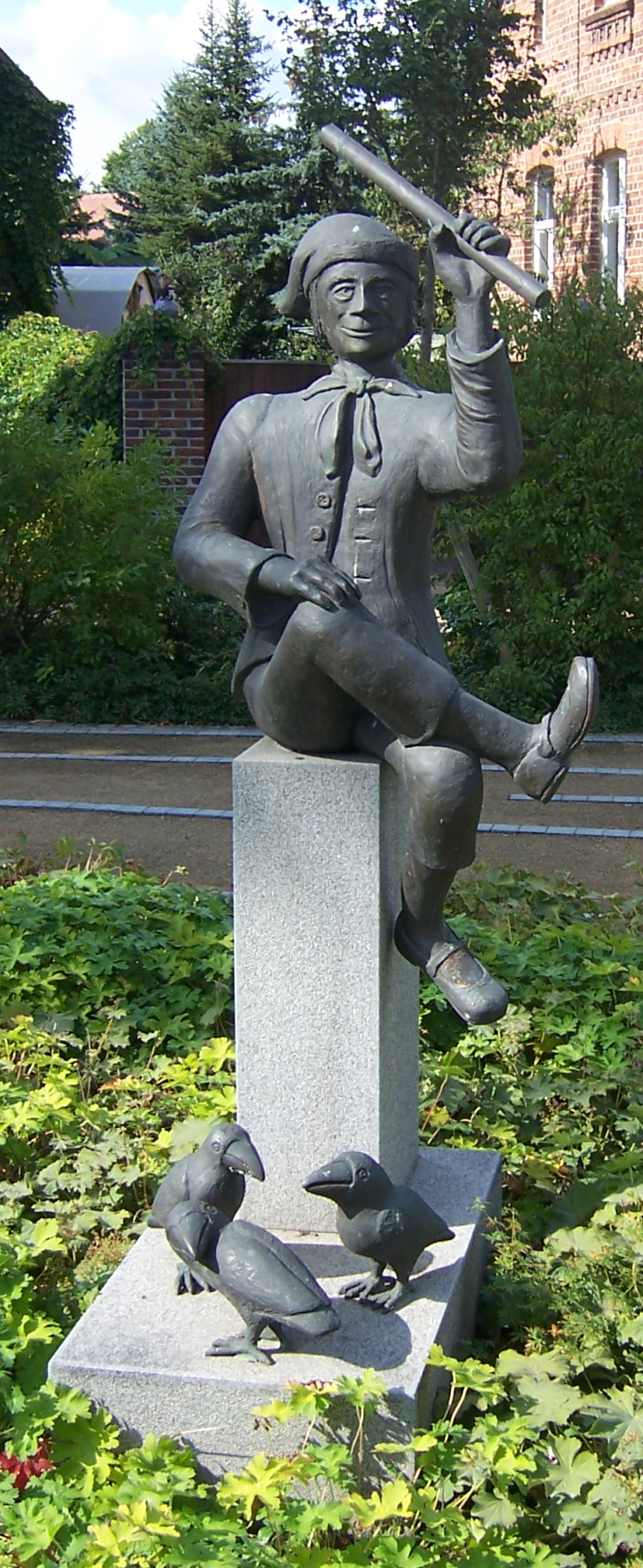
Standbeeld van Krabat
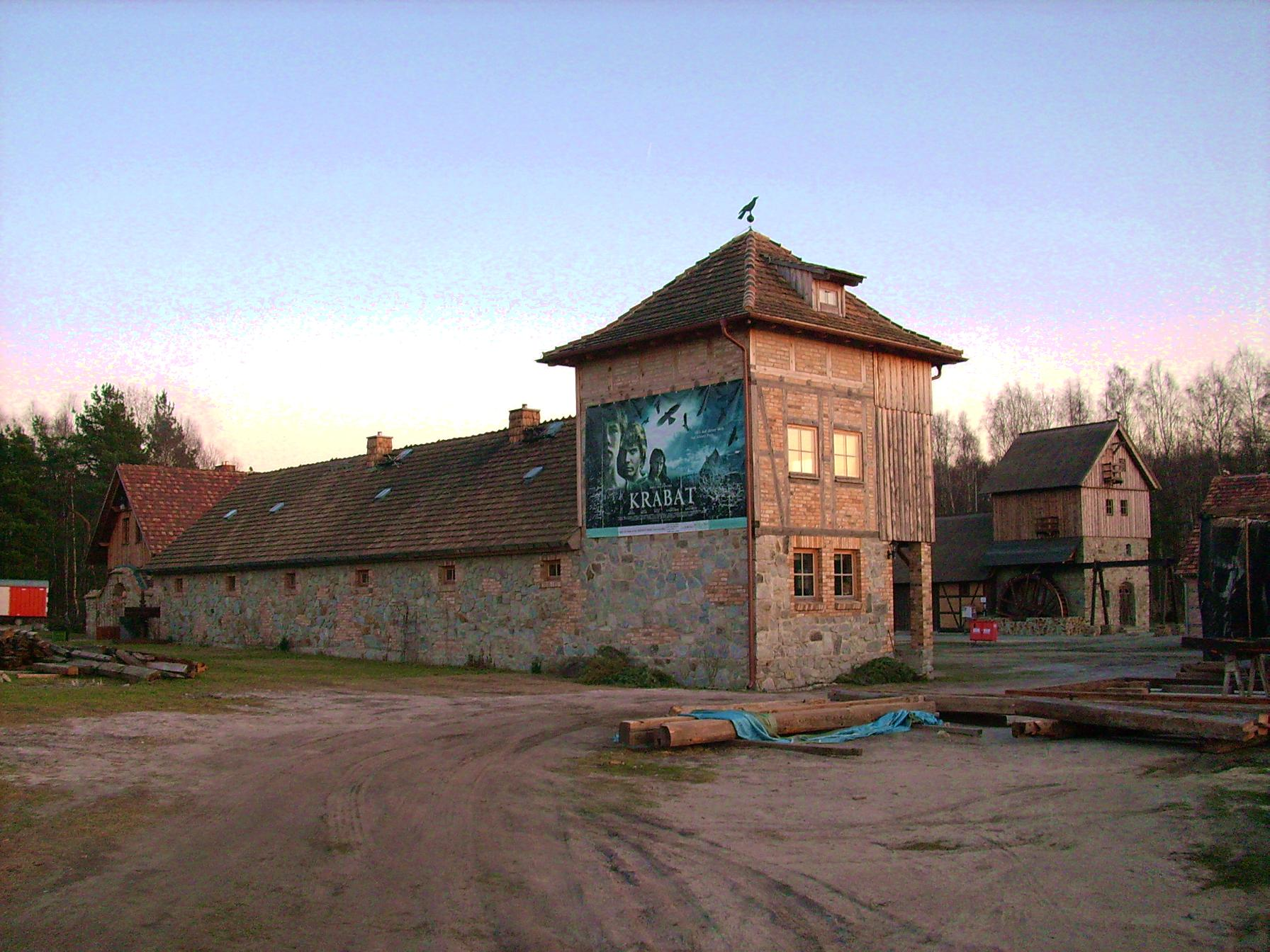
Erlebnishof Krabat-Mühle
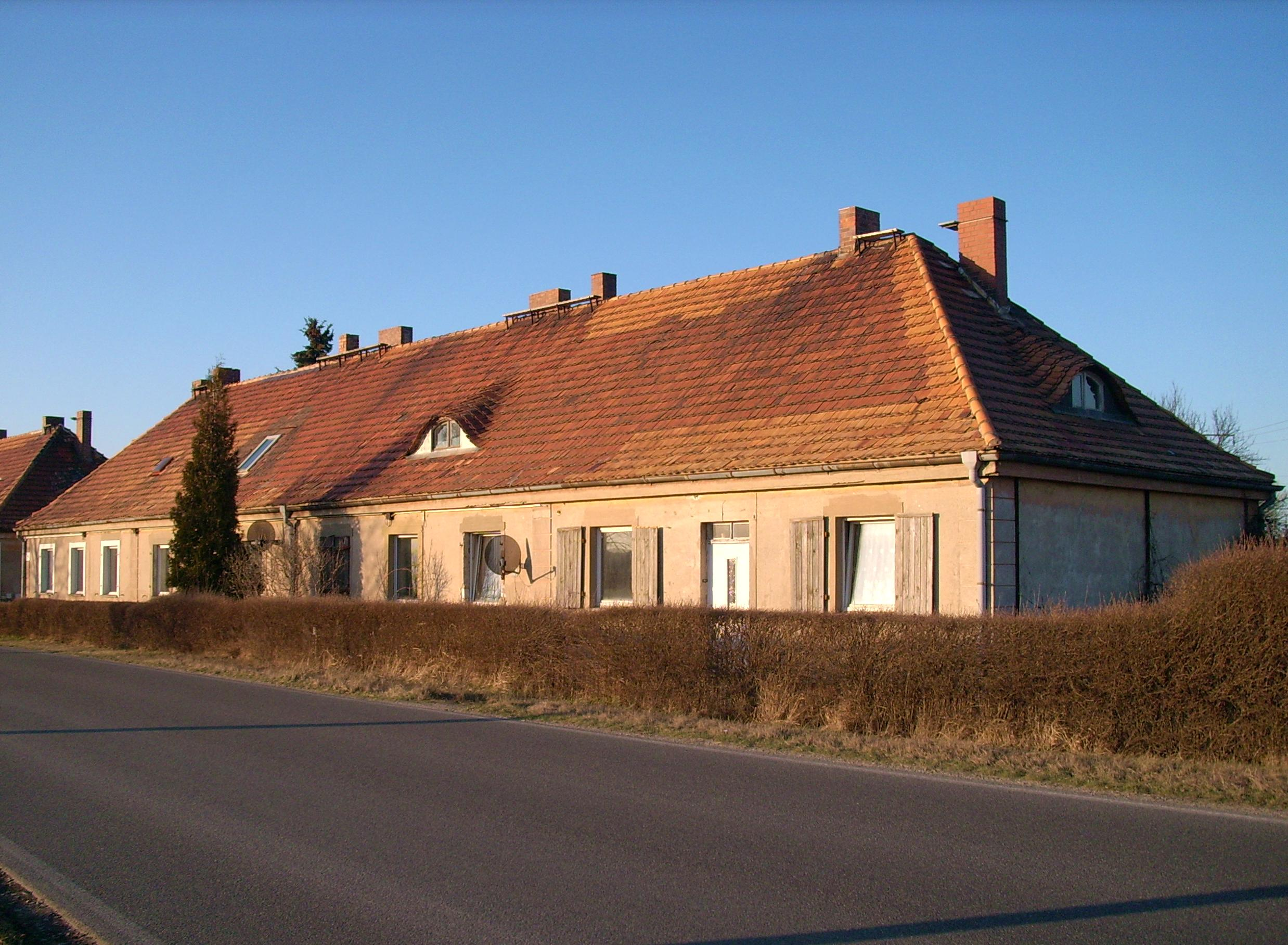
Huis in Schwarzkollm